# Patakigőte-félék
A patakigőte-félék (Rhyacotritonidae) a  kétéltűek (Amphibia) osztályába tartozó és a farkos kétéltűek (Caudata) rendjébe tartozó család.

## Rendszerezés
A családba az alábbi 1 nem és 4 faj tartozik:
- Rhyacotriton (Dunn, 1920) – 4 faj 
  - cascade-hegyi patakigőte (Rhyacotriton cascadae)
  - Rhyacotriton kezeri
  - olympic-hegységi patakigőte (Rhyacotriton olympicus)
  - Rhyacotriton variegatus